# Medalha de Ouro do Congresso
A Medalha de Ouro do Congresso (Congressional Gold Medal em inglês) é a mais alta premiação concedida pelo Congresso dos Estados Unidos, o braço legislativo do governo dos Estados Unidos. A condecoração é concedida a qualquer indivíduo que realize um proeminente feito ou a(c)to de serviço em prol da segurança, prosperidade e interesse nacional dos Estados Unidos. O agraciado não precisa ser cidadão estadunidense.
A Medalha de Ouro do Congresso é considerada como o equivalente congressional da Medalha Presidencial da Liberdade. Ambas as condecorações são geralmente consideradas como tendo o mesmo grau de prestígio (embora significativamente menos Medalhas de Ouro tenham sido concedidas), sendo a principal diferença o fa(c)to de que a Medalha da Liberdade é concedida pessoalmente pelo Presidente dos Estados Unidos e a Medalha de Ouro é conferida em nome do Congresso.
Pelas regras em vigor, a legislação que concede a honraria a alguém deve ser patrocinada por dois terços da Casa dos Representantes e do Senado antes que seja considerada pelos respectivos comitês.
A Medalha de Ouro do Congresso é cunhada pela Casa da Moeda para comemorar especificamente a pessoa e a realização pela qual a medalha está sendo conferida. Cada medalha é, assim, diferente de todas as outras, e não existe um desenho-padrão para a mesma. As Medalhas de Ouro do Congresso também são consideradas "não-portáveis", significando que não foram feitas para uso sobre um uniforme ou outra roupa, mas sim, exibidas como um troféu. Freqüentemente, versões em bronze das medalhas são feitas para comercialização.
A Medalha de Ouro do Congresso é uma distinção totalmente à parte da Medalha de Honra do Congresso, a qual é um prêmio militar por extrema bravura em combate. Outra condecoração de nome semelhante é a Medalha de Honra Espacial do Congresso, concedida pela NASA por realizações notáveis no campo da exploração espacial estadunidense.